# Sky 3D
Sky 3D là một kênh truyền hình 3D theo yêu cầu và là kênh cũ của mạng truyền hình Sky, được lên sóng vào ngày 3 tháng 4 năm 2010 với trận đấu giữa Manchester United và Chelsea. Trận đấu này được phát sóng tới hơn 1 nghìn quán rượu ở Vương quốc Anh và Ireland ở chế độ 3D.

## Lịch sử

### Sự thành lập
Ngày 1 tháng 10 năm 2010, Sky 3D đã trở nên có sẵn cho các thuê bao dân cư. Kênh phát sóng tổng hợp các chương trình phim, giải trí và thể thao trong 16 giờ mỗi ngày từ 09:00 đến 01:00 UTC.

### Phát sóng
Để quảng bá kênh 3D của mình, Sky đã phát sóng một chương trình tài liệu có tiêu đề Flying Monsters 3D do nhà tự nhiên học và phát thanh viên nổi tiếng David Attenborough trình bày vào Lễ Giáng sinh năm 2010. Sky cũng đồng ý thỏa thuận với Walt Disney Pictures, 20th Century Fox, Universal Pictures, Warner Bros., Paramount và DreamWorks để phát sóng tất cả các phim 3D mới của các hãng phim, bao gồm buổi ra mắt thế giới 3D của bộ phim Avatar. Sky cũng đã quay một buổi khiêu vũ Bollywood tại Ga St Pancras ở định dạng 3D như một phần của sự hợp tác giữa Sky Arts và Ballet Quốc gia Anh. Sky cũng đã làm việc với Nintendo để cung cấp nội dung dạng ngắn từ Sky 3D cho Nintendo 3DS. Vào tháng 4 năm 2011, Sky thông báo rằng Aphrodite World Tour của Kylie Minogue sẽ được chiếu trên Sky 3D vào tháng 6 năm 2011.
3D cũng có sẵn để sử dụng bởi nhiều đài truyền hình trên nền tảng Sky, bao gồm A+E Networks, Discovery Communications, ESPN Inc. và MTV Networks để phát sóng các chương trình 3D của riêng họ. Trong suốt kì Thế vận hội Mùa hè 2012, Sky 3D cung cấp vùng phủ sóng từ Eurosport, với kênh được cung cấp cho tất cả những người đăng ký gói HD của Sky trong suốt thời gian diễn ra Thế vận hội.

### Ngừng phát sóng
Ngày 24 tháng 4 năm 2015, Sky đã thông báo rằng kênh sẽ chỉ hoạt động theo yêu cầu từ tháng 6 năm 2015. Kênh Sky 3D chuyên dụng đã đóng cửa vào ngày 9 tháng 6 năm 2015 nhưng Sky vẫn tiếp tục cung cấp chế độ 3D như một phần của dịch vụ theo yêu cầu của họ. Tính đến ngày 15 tháng 8 năm 2017, có khoảng 50 phim truyện có định dạng 3D cùng với tuyển chọn các chương trình nghệ thuật và tài liệu.